# TikTok
TikTok, cuya contraparte en China es Douyin (Chino: 抖音; pinyin: Dǒuyīn), es una red social de origen chino para compartir videos cortos y en formato vertical propiedad de la empresa china ByteDance. La plataforma se utiliza para hacer una variedad de videos de formato corto y vertical, desde géneros como danza, comedia y educación, etc., que tienen una duración de 1 segundo, hasta 10 minutos. Los videos cortos no tienen un plazo determinado de reproducción, por lo tanto cuando acaban vuelven a empezar otra vez en un bucle infinito. 
TikTok es una versión internacional de Douyin, que se lanzó originalmente en el mercado chino en septiembre de 2016. Más tarde, TikTok se lanzó en 2017 para iOS y Android en la mayoría de los mercados fuera de la China continental; sin embargo, solo estuvo disponible en todo el mundo después de fusionarse con otro servicio de redes sociales chino, Musical.ly, el 2 de agosto de 2018.
TikTok y Douyin tienen casi la misma interfaz de usuario pero no tienen acceso al contenido del otro. Cada uno de sus servidores está basado en el mercado donde la aplicación respectiva está disponible. Los dos productos son similares, pero las características no son idénticas. Douyin incluye una función de búsqueda en video que puede buscar por la cara de las personas para ver más videos de ellos y otras características como comprar, reservar hoteles y hacer reseñas geoetiquetadas. Desde su lanzamiento en 2016, TikTok/Douyin ganó rápidamente popularidad en Asia Oriental, Asia del Sur, el Sudeste Asiático, Estados Unidos, Turquía, Rusia y otras partes del mundo. A octubre de 2020, TikTok superó los 2 mil millones de descargas móviles en todo el mundo.
Vanessa Pappas ha sido la directora ejecutiva de TikTok hasta su dimisión, el 22 de junio de 2023. Pappas ha sido la segundo al mando, detrás del presidente ejecutivo Shou Zi Chew quien asumió el cargo de CEO de TikTok en abril de 2021. Pappas asumió el cargo tras la dimisión de Kevin A. Mayer el 27 de agosto de 2020. El 3 de agosto de 2020, el presidente de Estados Unidos, Donald Trump, amenazó con prohibir TikTok en Estados Unidos el 15 de septiembre si fracasaban las negociaciones para que Microsoft o una empresa diferente «muy estadounidense» comprara la empresa. El 6 de agosto, Trump firmó dos órdenes ejecutivas que prohíben las «transacciones» estadounidenses con TikTok y WeChat a sus respectivas empresas matrices ByteDance y Tencent, que entrarían en vigor 45 días después de la firma. La prohibición prevista de la aplicación el 20 de septiembre de 2020 fue pospuesta una semana y luego bloqueada por un juez federal. La aplicación ha sido prohibida por el gobierno de India desde junio de 2020 junto con otras 223 aplicaciones chinas en respuesta a un choque fronterizo con China. Pakistán prohibió TikTok citando videos 'inmorales' e 'indecentes' el 9 de octubre de 2020, pero revirtió su prohibición diez días después, el 19 de octubre de 2020. Luego, en marzo de 2021, un tribunal ordenó prohibir TikTok nuevamente debido a quejas sobre contenido «indecente».
Morning Consult clasificó a TikTok como la tercera marca de más rápido crecimiento en 2020, solo después de Zoom y Peacock.

## Estructura corporativa
TikTok Ltd se constituyó en las Islas Caimán y tiene su sede tanto en Singapur como en Los Ángeles.Posee cuatro entidades con sede respectivamente en los Estados Unidos, Australia (que también dirige el negocio en Nueva Zelanda), el Reino Unido (también posee filiales en la Unión Europea) y Singapur (posee operaciones en el sudeste asiático y la India).
Su empresa matriz, ByteDance, con sede en Beijing, es propiedad de fundadores e inversores chinos, otros inversores globales y empleados. Una de las principales filiales nacionales de ByteDance es propiedad de entidades y fondos estatales chinos a través de una participación de oro del 1%.Los empleados han informado que existen múltiples superposiciones entre TikTok y ByteDance en términos de gestión de personal y desarrollo de productos.TikTok dice que desde 2020, su director ejecutivo con sede en EE. UU. es responsable de tomar decisiones importantes y ha minimizado su conexión con China.

## Historia

### Evolución

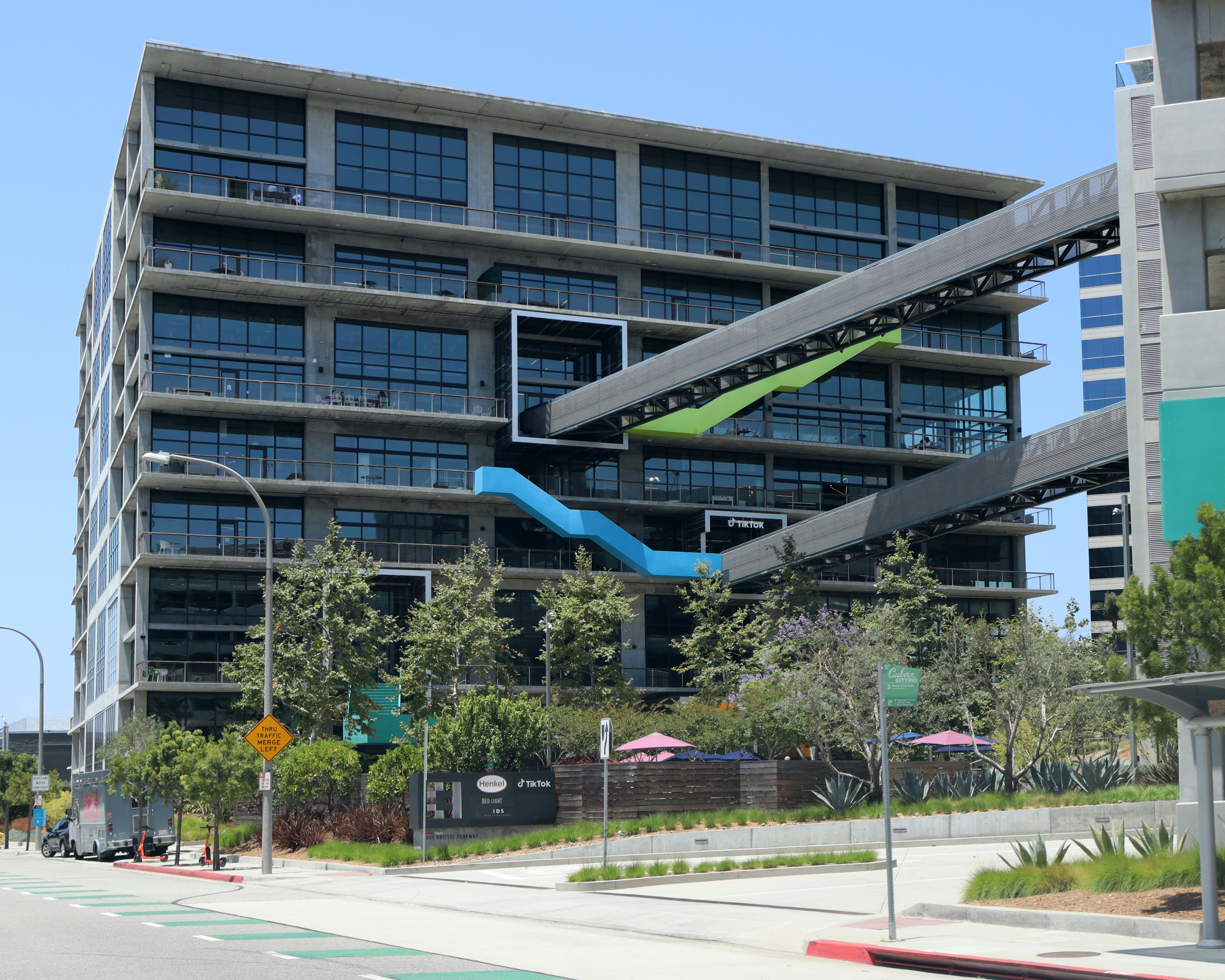
Sede de TikTok en Culver City

Disponibilidad de países para TikTok

Douyin fue lanzado por ByteDance en Pekín, China, en septiembre de 2015, originalmente con el nombre A.me, antes de cambiar su nombre a Douyin (抖音) en diciembre de 2016. ByteDance planeaba que Douyin se expandiera al extranjero. El fundador de ByteDance, Zhang Yiming, declaró que «China alberga sólo una quinta parte de los usuarios de Internet a nivel mundial. Si no nos expandimos a escala global, estamos destinados a perder frente a los pares que miran las cuatro quintas partes. Por consiguiente, globalizarse es imprescindible». Douyin se desarrolló en 200 días y en un año tenía 100 millones de usuarios, con más de mil millones de videos vistos cada día. TikTok se lanzó al mercado internacional en septiembre de 2017. El 23 de enero de 2018, la aplicación TikTok ocupó el primer lugar entre las descargas gratuitas de aplicaciones en las tiendas de aplicaciones de Tailandia y otros países.
TikTok se ha descargado más de 130 millones de veces en los Estados Unidos y ha alcanzado los 2 mil millones de descargas en todo el mundo, según datos de la firma de investigación móvil Sensor Tower que excluye a los usuarios de Android en China. En los Estados Unidos, muchas celebridades, incluidos Jimmy Fallon y Tony Hawk, comenzaron a usar la aplicación en 2018; otras celebridades como Jennifer Lopez, Jessica Alba, Will Smith y Justin Bieber también se unieron a TikTok y muchas otras celebridades lo han seguido.
El 3 de septiembre de 2019, TikTok y la Liga Nacional de Fútbol Americano (NFL) anunciaron una asociación de varios años. El acuerdo se produjo solo dos días antes del inicio de la temporada número 100 de la NFL en el Soldier Field, donde TikTok organizó actividades para los fanáticos en honor al acuerdo. La asociación implica el lanzamiento de una cuenta oficial de TikTok de la NFL, que generará nuevas oportunidades de marketing, como videos patrocinados y desafíos de hashtag. En julio de 2020, TikTok, excluyendo Douyin, reportó cerca de 800 millones de usuarios activos mensuales en todo el mundo después de menos de cuatro años de existencia.

### Fusión con musical.ly
El 9 de noviembre de 2017, la empresa matriz de TikTok, ByteDance, gastó hasta mil millones de dólares para comprar musical.ly, una startup con sede en Shanghái y una oficina en el extranjero en Santa Mónica, California, Estados Unidos Musical.ly era una plataforma de videos de redes sociales que permitía a los usuarios crear videos cortos de sincronización de labios y comedia, lanzada inicialmente en agosto de 2014. Era bien conocida, especialmente para el público más joven. Esperando aprovechar la base de usuarios jóvenes de la plataforma digital de Estados Unidos, TikTok se fusionó con musical.ly el 2 de agosto de 2018 para crear una comunidad de video más grande, con cuentas y datos existentes consolidados en una aplicación, manteniendo el título TikTok. Esto terminó musical.ly y convirtió a TikTok en una aplicación mundial, excluyendo a China, ya que China ya tiene Douyin.

### Expansión en otros mercados
A partir de 2018, TikTok se ha puesto a disposición en más de 150 mercados y en 75 idiomas. TikTok se descargó más de 104 millones de veces en la tienda de aplicaciones de Apple durante la primera mitad de 2018, según los datos proporcionados a CNBC por Sensor Tower.
Después de fusionarse con musical.ly en agosto, las descargas aumentaron y TikTok se convirtió en la aplicación más descargada en los Estados Unidos en octubre de 2018, lo que musical.ly había hecho una vez antes. En febrero de 2019, TikTok, junto con Douyin, alcanzó mil millones de descargas a nivel mundial, excluidas las instalaciones de Android en China. En 2019, los medios de comunicación citaron a TikTok como la séptima aplicación móvil más descargada de la década, de 2010 a 2019. También fue la aplicación más descargada en la App Store de Apple en 2018 y 2019, superando a Facebook, YouTube e Instagram. En septiembre de 2020, se confirmó un acuerdo entre ByteDance y Oracle en el que este último actuará como socio para proporcionar alojamiento en la nube. Walmart tiene la intención de invertir en TikTok. En noviembre de 2020, TikTok firmó un acuerdo de licencia con Sony Music. En enero de 2021, Warner Music Group firmó un acuerdo de licencia con TikTok.

## Douyin (抖音)
Como una aplicación separada de TikTok, Douyin (抖音), oficialmente conocida como Dǒuyīn duǎn shìpín (抖音短视频; lit. Video Corto de Douyin), se descarga principalmente en China y tiene una audiencia un poco mayor que TikTok, ya que su base de usuarios varía desde niños hasta adultos de mediana edad. La aplicación utiliza dos tipos diferentes de verificación, una verificación personal de influencia similar a la de TikTok y una verificación comercial que requiere una licencia y una tarifa anual. Los usuarios verificados para empresas pueden promocionar a una audiencia específica, lo que les permite elegir dónde quieren que se vea su video, como una ubicación física específica. Douyin también tiene su tienda, en la que los usuarios pueden etiquetar y publicitar sus productos, y los usuarios pueden solicitar trabajar con un influencer para acuerdos de marca. Parte de la popularidad de la aplicación se ha atribuido a sus campañas de marketing que lanzaron actividades de varias celebridades chinas para atraer el interés de sus fanes.
En su camino hacia la construcción de un ecosistema de comercio electrónico, otro reto importante para la filial de Bytedance consiste en reducir los gastos derivados de las comisiones de procesamiento a otros proveedores de servicios de pago. En efecto, WeChat Pay y Alipay gestionan actualmente cerca del 90% de los pagos por móvil en China. Así, en un intento de romper el duopolio, a mediados de enero de 2021 Douyin lanzó su propia herramienta de pago: Douyin Pay.

## Características y tendencias
La aplicación móvil TikTok permite a los usuarios crear un video corto o una historia (función reciente) de ellos mismos que a menudo presenta música de fondo, puede acelerarse, ralentizarse o editarse con un filtro. También pueden agregar su propio sonido además de la música de fondo. Para crear un video musical con la aplicación, los usuarios pueden elegir música de fondo de una amplia variedad de géneros musicales, editar con un filtro y grabar un video de 15 segundos con ajustes de velocidad antes de subirlo para compartirlo con otros en TikTok u otras plataformas sociales. También pueden filmar videos cortos de sincronización de labios con canciones populares.
La página «Para ti» en TikTok es una fuente de videos que se recomiendan a los usuarios en función de su actividad en la aplicación. El contenido es generado por la inteligencia artificial (IA) de TikTok según el contenido que le gustó al usuario, con el que interactuó o buscó. Los usuarios también pueden optar por agregar a favoritos o seleccionar «no me interesa» en los videos de su página. TikTok combina el contenido disfrutado por el usuario para proporcionar videos que también disfrutarían. Los usuarios y su contenido solo pueden aparecer en la página «para ti» si tienen 16 años o más según la política de TikTok. Los usuarios menores de 16 años no aparecerán en la página «para ti», en la página de sonidos ni en ningún hashtags.
La función «reaccionar» de la aplicación permite a los usuarios filmar su reacción a un video específico, sobre el cual se coloca en una pequeña ventana que se puede mover alrededor de la pantalla. Su función de «dueto» permite a los usuarios filmar un video junto con otro video. La función «dueto» era otra marca registrada de Musical.ly.
Los videos que los usuarios aún no desean publicar se pueden almacenar en sus «borradores». El usuario puede ver sus «borradores» y publicarlos cuando lo considere oportuno. La aplicación permite a los usuarios configurar sus cuentas como «privadas». Al descargar la aplicación por primera vez, la cuenta del usuario es pública de forma predeterminada. El usuario puede cambiar a privado en su configuración. El contenido privado permanece visible para TikTok, pero está bloqueado para los usuarios de TikTok que el titular de la cuenta no ha autorizado a ver su contenido. Los usuarios pueden elegir si cualquier otro usuario, o solo sus «amigos», pueden interactuar con ellos a través de la aplicación a través de comentarios, mensajes o videos de «reacción» o «dueto». Los usuarios también pueden configurar videos específicos como «públicos», «solo para amigos» o «privados», independientemente de si la cuenta es privada o no.
Los usuarios también pueden denunciar cuentas en función del contenido de la cuenta, ya sea spam o inadecuado. En el centro de apoyo de TikTok en «Para padres», aseguran a los padres que se puede bloquear y denunciar el contenido inapropiado para sus hijos.
Cuando los usuarios siguen a otros usuarios, una página «siguiente» se encuentra a la izquierda de la página «para usted». Esta es una página solo para ver los videos de las cuentas que sigue un usuario.
Los usuarios también pueden agregar videos, hashtags, filtros y sonidos a su sección «guardada». Al crear un video, pueden consultar su sección guardada o crear un video directamente a partir de ella. Esta sección es visible solo para el usuario en su perfil, lo que le permite hacer referencia a cualquier video, hashtag, filtro o sonido que haya guardado previamente.
Los usuarios también pueden enviar a sus amigos videos, emojis y mensajes con mensajería directa. 
TikTok también ha incluido una función para crear un video basado en los comentarios del usuario.
Los influencers a menudo usan la función «en vivo». Esta función solo está disponible para aquellos que tienen al menos 1000 seguidores y son mayores de 16 años. Si es mayor de 18 años, los seguidores del usuario pueden enviar «obsequios» virtuales que luego se pueden canjear por dinero.
Una de las características más nuevas a partir de 2020 es la función «Elementos virtuales» de «Pequeños gestos». Esto se basa en la gran práctica china de dones sociales. Desde que se agregó esta función, muchas empresas y marcas de belleza crearon una cuenta de TikTok para participar y publicitar esta función. Con la cuarentena en los Estados Unidos, los regalos sociales han ganado popularidad. Según un representante de TikTok, la campaña se lanzó como resultado del bloqueo, «para generar un sentido de apoyo y aliento en la comunidad de TikTok durante estos tiempos difíciles».
TikTok anunció un «modo de seguridad familiar» en febrero de 2020 para que los padres puedan controlar el bienestar digital de sus hijos. Hay una opción de administración del tiempo de pantalla, modo restringido, y puede poner un límite a los mensajes directos.

### Tendencias virales
Una variedad de tendencias han surgido dentro de TikTok, incluidos memes, canciones sincronizadas con labios y videos de comedia. Los duetos, una función que permite a los usuarios agregar su propio video a un video existente con el audio del contenido original, han provocado muchas de estas tendencias.
Las tendencias se muestran en la página de exploración de TikTok o en la página con el logotipo de búsqueda. La página enumera los hashtags de tendencias y los desafíos entre la aplicación. Algunos incluyen #posechallenge, #filterswitch, #dontjudgemechallenge, #homedecor, #hitormiss, #bottlecapchallenge y más. En junio de 2019, la compañía presentó el hashtag #EduTok que recibió 37 mil millones de visitas. Después de este desarrollo, la empresa inició asociaciones con nuevas empresas de tecnología educativa para crear contenido educativo en la plataforma.
La aplicación ha generado numerosas tendencias virales, celebridades de Internet y tendencias musicales en todo el mundo. Muchas estrellas comenzaron en musical.ly, que se fusionó con TikTok el 2 de agosto de 2018. Estos usuarios incluyen a Loren Gray, Baby Ariel, Kristen Hancher, Zach King, Lisa y Lena, Jacob Sartorius y muchos otros. Loren Gray siguió siendo la persona más seguida en TikTok hasta que Charli D'Amelio la superó el 25 de marzo de 2020. Gray's fue la primera cuenta de TikTok en alcanzar los 40 millones de seguidores en la plataforma. Fue superada con 41.3 millones de seguidores. D'Amelio fue el primero en alcanzar los 50, 60 y 70 millones de seguidores. Hasta ahora, Charli D'Amelio sigue siendo la persona más seguida en la plataforma. Otros creadores saltaron a la fama después de que la plataforma se fusionara con musical.ly el 2 de agosto de 2018.
Una tendencia notable en TikTok es el meme de «acertar o fallar», que comenzó con un fragmento de la canción de iLOVEFRiDAY «Mia Khalifa». La canción se ha utilizado en más de cuatro millones de videos de TikTok y ayudó a presentar la aplicación a una audiencia occidental más amplia. TikTok también jugó un papel importante en hacer de Old Town Road de Lil Nas X una de las canciones más importantes de 2019 y la canción número uno de mayor duración en la historia del Billboard Hot 100.
TikTok ha permitido que muchas otras bandas obtengan una audiencia más amplia, que a menudo incluye fanáticos extranjeros. Por ejemplo, a pesar de no haber realizado nunca una gira por Asia, la banda Fitz and the Tantrums consiguió un gran número de seguidores en Corea del Sur tras la gran popularidad de su canción HandClap en la plataforma. Any Song del R&B y el artista de rap Zico se convirtió en el número 1 en las listas de música coreana debido a la popularidad del #anysongchallenge, donde los usuarios bailan la coreografía de Any Song. Any Song estuvo en la lista Billboard Hot 100 durante 17 semanas, rompiendo el récord por el tiempo más largo que una canción fue la número 1 en las listas. La plataforma ha recibido algunas críticas por no pagar regalías a los artistas cuya música se utiliza en su plataforma.
En junio de 2020, los usuarios de TikTok y los fanáticos del K-pop «afirmaron haber registrado potencialmente cientos de miles de entradas» para el mitin de campaña del presidente Trump en Tulsa a través de la comunicación en TikTok, contribuyendo a «filas de asientos vacíos» en el evento.
TikTok ha prohibido la negación del holocausto, pero otras teorías de conspiración se han vuelto populares en la plataforma, como Pizzagate y QAnon (dos teorías de conspiración populares entre la derecha alternativa de Estados Unidos) cuyos hashtags alcanzaron casi 80 millones de visitas y 50 millones de visitas respectivamente en junio de 2020. La plataforma también se ha utilizado para difundir información errónea sobre la pandemia de COVID-19, como clips de Plandemic. TikTok eliminó algunos de estos videos y, en general, ha agregado enlaces a información precisa sobre COVID-19 en videos con etiquetas relacionadas con la pandemia.
El 10 de agosto de 2020, Emily Jacobssen escribió y cantó Ode To Remy, una canción que alaba al protagonista de la película animada por computadora de Pixar de 2007, Ratatouille. La canción se hizo popular cuando el músico Daniel Mertzlufft compuso una pista de acompañamiento para la canción. En respuesta, comenzó a crear un proyecto de «colaboración colectiva» llamado Ratatouille The Musical. Desde el video de Mertzlufft, se han creado muchos elementos nuevos, incluido el diseño de vestuario, canciones adicionales y un cartel. La tendencia incluso ha sido notada por Lou Romano, quien interpretó a Alfredo Linguini en la película original; El actor de Broadway Kevin Chamberlin; y el actor de Disney Channel Milo Manheim. El día de Año Nuevo de 2021, se estrenó una presentación virtual completa de una hora de Ratatouille the Musical en TodayTix; La producción contó con elementos creados a través de TikTok. Protagonizó Tituss Burgess como Remy, Wayne Brady como Django, Adam Lambert como Emile, Chamberlin como Gusteau, Andrew Barth Feldman como Linguini, Ashley Park como Colette, Priscilla López como Mabel, Mary Testa como Skinner y André De Shields como Ego.

## Mercadotecnia de influyentes
TikTok ha proporcionado una plataforma para que los usuarios creen contenido no solo por diversión, o entretenimiento sino también por dinero. A medida que la plataforma ha crecido significativamente en los últimos años, ha permitido a las empresas publicitar y llegar rápidamente a su grupo demográfico deseado a través de la mercadotecnia influyente. El algoritmo de inteligencia artificial de la plataforma también contribuye al potencial de la mercadotecnia influyente, ya que selecciona el contenido de acuerdo con las preferencias del usuario. El contenido patrocinado no es tan frecuente en la plataforma como en otras aplicaciones de redes sociales, pero las marcas y las personas influyentes aún pueden ganar tanto como lo harían, si no más, en comparación con otras plataformas. Los influyentes que ganan dinero en la plataforma a través del compromiso, como los me gusta y los comentarios, se denominan «máquinas de memes». De hecho, los primeros estudios que analizan el impacto de las características del contenido en el comportamiento de los seguidores muestran que el sentido del humor y el hedonismo son esenciales.
En 2021, The New York Times informó que los videos virales de TikTok de jóvenes que relataban el impacto emocional de los libros en ellos, etiquetados con la etiqueta BookTok, impulsaron significativamente las ventas de literatura. Los editores utilizaban cada vez más la plataforma como un lugar para la mercadotecnia influyente.

## Características y comportamiento del usuario

### Usuarios
En los tres años posteriores a su lanzamiento en septiembre de 2016, TikTok adquirió 800 millones de usuarios activos. Sus usuarios incluyen a Zach King, Loren Gray, Baby Ariel, Lisa y Lena, Will Smith, Dwayne Johnson, Brent Rivera, Addison Rae, Jason Derulo, Jennifer Lopez, Camila Cabello, Lilly Singh, Selena Gomez, Millie Bobby Brown, Noah Schnapp y Charli D'Amelio, la persona más seguida en la plataforma.

### Demografía
A nivel mundial, el 44% de los usuarios de TikTok son mujeres, mientras que el 56% son hombres. El uso geográfico de TikTok ha demostrado que el 43% de los nuevos usuarios son de la India. TikTok tiende a atraer a los usuarios más jóvenes, ya que el 41% de sus usuarios tienen entre 16 y 24 años. Entre estos usuarios de TikTok, el 90% dice que usa la aplicación a diario. En julio de 2020, había más de 90 millones de usuarios activos mensuales solo en los Estados Unidos.

### Uso por empresas
En octubre de 2020, la plataforma de comercio electrónico Shopify agregó TikTok a su cartera de plataformas de redes sociales, lo que permite a los comerciantes en línea vender sus productos directamente a los consumidores en TikTok.
Algunas pequeñas empresas han utilizado TikTok para publicitar y llegar a una audiencia más amplia que la región geográfica a la que normalmente servirían. La respuesta viral a muchos videos de TikTok de pequeñas empresas se ha atribuido al algoritmo de TikTok, que muestra contenido que atrae a los espectadores en general, pero que es poco probable que busquen activamente (como videos sobre tipos de negocios no convencionales, como la apicultura y la tala de árboles).
En 2020, las empresas de medios digitales como Group Nine Media y Global utilizaron TikTok cada vez más, centrándose en tácticas como la intermediación de asociaciones con personas influyentes de TikTok y el desarrollo de campañas de contenido de marca. Las colaboraciones notables entre marcas más grandes y los principales influencers de TikTok han incluido la asociación de Chipotle con David Dobrik en mayo de 2019 y la asociación de Dunkin 'Donuts con Charli D'Amelio en septiembre de 2020.

## Prohibiciones de países e intentos de prohibiciones

Países que prohibieron TikTok en dispositivos gubernamentales
TikTok con prohibiciones de jure, pero de facto no aplicadas
Países que realizaron prohibiciones temporales en el pasado
Países que prohibieron TikTok en el pasado
Países que prohibieron TikTok e hicieron su propia versión

### Europa
En febrero de 2023, la Comisión Europea y el Consejo Europeo prohibieron TikTok en los dispositivos oficiales.

### India
TikTok fue prohibido por completo en India por el Ministerio de Electrónica y Tecnología de la Información el 29 de junio de 2020, junto con otras 223 aplicaciones chinas, con una declaración que decía que eran «perjudiciales para la soberanía e integridad de India, defensa de India, seguridad de estado y orden público». La prohibición se hizo permanente en enero de 2021. En febrero de 2021, TikTok anunció que debido a la prohibición eliminará más de 2000 puestos de trabajo en la India.

### Estados Unidos
El 6 de agosto de 2020, el presidente de los Estados Unidos, Donald Trump, firmó la orden ejecutiva 13942 que prohibiría las transacciones de TikTok en 45 días si ByteDance no la vende. Trump también firmó una orden similar contra la aplicación WeChat propiedad de la empresa multinacional china Tencent.
El 14 de agosto de 2020, Trump emitió la orden DCPD-202000608 dando a ByteDance 90 días para vender o escindir su negocio TikTok en los Estados Unidos. En la orden, Trump dijo que hay «evidencia creíble» que lo lleva a creer que ByteDance «podría tomar medidas que amenacen con dañar la seguridad nacional de Estados Unidos».
TikTok consideró vender la parte estadounidense de su negocio y mantuvo conversaciones con empresas como Microsoft, Walmart y Oracle.
El 18 de septiembre, TikTok presentó una demanda, TikTok v. Trump. El 23 de septiembre de 2020, TikTok presentó una solicitud de orden judicial preliminar para evitar que la administración Trump prohibiera la aplicación. El juez estadounidense Carl J. Nichols bloqueó temporalmente la orden de la administración Trump que prohibiría efectivamente la descarga de TikTok en las tiendas de aplicaciones de Estados Unidos a partir de la medianoche del 27 de septiembre de 2020. Nichols permitió que la aplicación permaneciera disponible en las tiendas de aplicaciones de Estados Unidos, pero se negó a bloquear las aplicaciones adicionales. Restricciones del Departamento de Comercio que podrían tener un mayor impacto en las operaciones de TikTok en los Estados Unidos se establecieron para el 12 de noviembre de 2020.
Tres influencers de TikTok presentaron una demanda, Marland v. Trump. El 30 de octubre, la jueza de Pensilvania Wendy Beetlestone falló en contra del Departamento de Comercio, impidiéndoles restringir TikTok. El 12 de noviembre, el Departamento de Comercio declaró que obedecería el fallo de Pensilvania y que no intentaría hacer cumplir las restricciones contra TikTok programadas para el 12 de noviembre.
El Departamento de Comercio apeló el fallo original en TikTok v. Trump. El 7 de diciembre, el juez de la corte de distrito de Washington D. C. Carl J. Nichols emitió una orden judicial preliminar contra el Departamento de Comercio, impidiéndole imponer restricciones a TikTok.
El congreso de Estados Unidos tiene previsto aprobar una ley que prohibiría a trabajadores de gobierno usar TikTok en dispositivos que sean propiedad del gobierno.
En 2023, legisladores republicanos presentaron un proyecto de ley que busca prohibir la aplicación en Estados Unidos.
El 14 de abril de 2023, legisladores del Estado de Montana aprobaron una prohibición total de la aplicación, esta medida fue aprobada por el voto a favor de 54 legisladores, la medida se aplicaría a partir de 2024. Esta ley también prohibiría que compañías como Apple y Google permitan que los usuarios descarguen la aplicación en el estado. Finalmente, en mayo de 2023, el gobernador Greg Gianforte firmó la ley la cual aplica para toda la población de ese estado. TikTok, por su parte, demandó al Estado de Montana, manteniendo que la prohibición es inconstitucional.
El 13 de marzo de 2024, la Cámara de Representantes de los Estados Unidos aprobó la ley H.R. 7521, que prohibiría TikTok por completo a menos que se separase de ByteDance. En abril, la Cámara de Representantes incluyó una versión modificada del proyecto de ley en un paquete de ayuda exterior que fue aprobado por el Senado el 23 de abril de 2024 y firmado al día siguiente por Biden. TikTok impugnó la ley en el caso TikTok, Inc. v. Garland, donde tanto el Tribunal de Apelaciones de los Estados Unidos para el Circuito del Distrito de Columbia como la Corte Suprema confirmaron por unanimidad que la ley era constitucional; mientras tanto, muchos usuarios se registraron en una aplicación china "alternativa" Xiaohongshu, conocida internacionalmente como REDnote.  Al día siguiente, TikTok restableció el acceso a su servicio después de que el presidente Trump les asegurara que no aplicaría la ley. El 18 de enero de 2025, horas antes de que el proyecto de ley entrara en vigor, TikTok dejó de estar disponible en todo el país. Los usuarios de Apple que eliminaron TikTok aún enfrentan una restricción de descarga dentro de los EE. UU.

### Indonesia y Bangladés
TikTok se ha bloqueado de forma intermitente en países como Indonesia y Bangladés en diferentes bases.

### Pakistán
El 11 de octubre de 2020, Pakistán se convirtió en el próximo país en prohibir la plataforma de redes sociales después de no cumplir con los problemas relacionados con el contenido de la plataforma planteados por su gobierno. Los representantes de TikTok están hablando actualmente con funcionarios paquistaníes con la esperanza de construir mejores relaciones y permitir que la gente de Pakistán cree en la plataforma.

### Albania
El 21 de diciembre de 2024, el primer ministro de Albania, Edi Rama, anunció que el gobierno albanés cerrará TikTok en 2025 por al menos un año.

### Canada
El 6 de noviembre de 2024, Canadá ordenó a TikTok cerrar sus oficinas en el país debido a preocupaciones de seguridad nacional, pero no se prohibió el acceso a la aplicación. Sin embargo, los usuarios aún podrán acceder a la aplicación de videos y subir contenido a ella.

## Controversias

### Preocupaciones por la adicción
TikTok, al convertirse tras su popularización durante la pandemia de COVID 19 en una influyente plataforma de redes sociales, ha generado una serie de inquietudes de índole ética y social debido a su diseño centrado en el modelo 'hook', que persigue cautivar y mantener la atención de los usuarios de manera constante. Este modelo emplea diversas estrategias, como notificaciones frecuentes, recomendaciones de contenido personalizado y la utilización de pop-ups persuasivos, con el objetivo de mantener a los usuarios inmersos en la aplicación durante períodos prolongados. Este enfoque de diseño ha generado preocupaciones significativas en varios aspectos. En primer lugar, se ha observado que TikTok puede contribuir al desarrollo de patrones de uso compulsivo, lo que a su vez puede dar lugar a la adicción digital. Los usuarios, especialmente los más jóvenes, pueden sentir una presión constante para participar en la plataforma, lo que puede afectar negativamente su bienestar psicológico y su calidad de vida. La necesidad de verificar constantemente las notificaciones y buscar nuevos contenidos puede resultar en un uso excesivo y, en algunos casos, en una dependencia perjudicial. Además, el algoritmo de TikTok, diseñado para maximizar la participación y el tiempo de permanencia en la plataforma, plantea cuestiones éticas en términos de privacidad y manipulación de datos. El algoritmo recopila una gran cantidad de información sobre los usuarios, incluyendo sus preferencias de contenido, comportamiento de navegación y patrones de interacción. Si bien esto permite que TikTok ofrezca una experiencia altamente personalizada, también plantea interrogantes sobre la privacidad y la ética de la recopilación y el uso de estos datos. A medida que estas preocupaciones se vuelven más prominentes, aumenta la demanda de una mayor regulación y transparencia en la industria de las redes sociales. Los gobiernos y las autoridades reguladoras están explorando formas de abordar estos problemas, que van desde la implementación de restricciones de edad más estrictas hasta la supervisión de la publicidad dirigida a los jóvenes. Además, se están promoviendo campañas de concienciación sobre el uso responsable de las redes sociales y la importancia de gestionar el tiempo en línea de manera equilibrada. En resumen, el diseño adictivo de TikTok basado en el modelo 'hook' ha suscitado una serie de preocupaciones éticas y sociales, desde el impacto en la salud mental de los usuarios hasta las cuestiones de privacidad y manipulación de datos. A medida que la conversación en torno a estos problemas continúa creciendo, se destaca la necesidad de encontrar un equilibrio entre la conveniencia de la tecnología y la protección de la salud y la privacidad de los usuarios.
Algunos usuarios pueden tener dificultades para dejar de usar TikTok. En abril de 2018, se agregó a Douyin una función de reducción de adicciones. Esto animó a los usuarios a tomar un descanso cada 90 minutos. Más tarde en 2018, la función se implementó en la aplicación TikTok. TikTok utiliza a algunos de los principales influencers como Gabe Erwin, Alan Chikin Chow, James Henry y Cosette Rinab para alentar a los espectadores a dejar de usar la aplicación y tomar un descanso.
Muchos también estaban preocupados por la capacidad de atención de los usuarios con estos videos. Los usuarios miran clips cortos de 15 segundos repetidamente y los estudios dicen que esto podría indicar una disminución en la capacidad de atención. Esto es una preocupación ya que muchos de los espectadores de TikTok son niños pequeños, cuyos cerebros aún se están desarrollando.
En febrero de 2023, Tiktok anunció que todos los usuarios menores de 18 años solo podrán acceder a 60 minutos diarios de la plataforma.

### Preocupaciones por el contenido
Muchos países mostraron preocupaciones con respecto al contenido de TikTok, que se cree que es obsceno, inmoral, vulgar y alentador de la pornografía. Algunos países como Indonesia, Bangladés, India, y Pakistán han emitido bloqueos temporales y advertencias sobre las preocupaciones sobre el contenido. En 2018, Douyin fue reprendido por los organismos de control de los medios chinos por mostrar contenido «inaceptable», como videos que mostraban embarazos en adolescentes.
El 27 de julio de 2020, Egipto condenó a cinco mujeres a dos años de prisión por videos de TikTok por cargos de violar la moral pública. El tribunal también impuso una multa de 300.000 libras egipcias (14.600 libras esterlinas) a cada acusada.
Se han expresado inquietudes con respecto a los contenidos relacionados con la difusión de palabras de odio y el extremismo de extrema derecha, como el antisemitismo, el racismo y la xenofobia, y su promoción. Se mostraron algunos videos para negar expresamente la existencia del Holocausto y para que sus espectadores tomaran las armas y lucharan en nombre de la supremacía blanca y la esvástica. Dado que la audiencia principal de TikTok son los niños pequeños y la popularidad del contenido extremista y de odio está creciendo, se han hecho pedidos de restricciones más estrictas sobre sus límites flexibles. Desde entonces, TikTok ha lanzado controles parentales más estrictos para filtrar el contenido inapropiado y garantizar su protección y seguridad.
No obstante, TikTok destaca por ser una herramienta que puede ofrecer un nuevo enfoque docente para favorecer el aprendizaje entre los estudiantes de diferentes grados académicos, siempre que los contenidos susceptibles de grabación sean adaptados al contexto curricular de los estudiantes.

#### Desinformación
En enero de 2020, Media Matters for America dijo que TikTok albergaba información errónea relacionada con la pandemia de COVID-19 a pesar de una política reciente contra la información errónea. En abril de 2020, el gobierno de India pidió a TikTok que eliminara a los usuarios que publicaban información errónea relacionada con la pandemia de COVID-19. También hubo múltiples teorías de conspiración de que el gobierno estaba involucrado en la propagación de la pandemia. Como respuesta a esto, TikTok lanzó una función para denunciar contenido por desinformación.

### Propaganda ISIS
En octubre de 2019, TikTok eliminó alrededor de dos docenas de cuentas responsables de publicar propaganda de ISIS en la aplicación.

#### Censura y moderación de contenido por parte de la plataforma
En enero de 2019, el gobierno chino dijo que comenzaría a responsabilizar a los desarrolladores de aplicaciones como ByteDance por el contenido de usuarios compartido a través de aplicaciones como Douyin, y enumeró 100 tipos de contenido que el gobierno chino censuraría. Se informó que cierto contenido desfavorable para el Partido Comunista de China ya ha sido limitado para usuarios fuera de China, como el contenido relacionado con las protestas en Hong Kong de 2019-2021 o la independencia tibetana. TikTok ha bloqueado videos sobre derechos humanos en China, particularmente aquellos que hacen referencia a los campamentos de reeducación de Xinjiang y los abusos de minorías étnicas y religiosas como los uigures, y ha desactivado las cuentas de los usuarios que los publican. Las políticas de TikTok también prohíben el contenido relacionado con una lista específica de líderes extranjeros como Vladímir Putin, Donald Trump, Barack Obama y Mahatma Gandhi porque puede generar controversias y ataques a las opiniones políticas. Sus políticas también prohíben el contenido que critique a Recep Tayyip Erdoğan y el contenido considerado pro kurdo. Se informó que TikTok censuró a los usuarios que apoyaban las protestas de la Ley de Enmienda de Ciudadanía en India y a aquellos que promueven la unidad hindú-musulmana. El 27 de noviembre de 2019, TikTok suspendió temporalmente la cuenta de la usuaria afgana-estadounidense de 17 años Feroza Aziz después de que publicara un video, disfrazado de tutorial de maquillaje, llamando la atención sobre los campos de internamiento de musulmanes uigures en Sinkiang, China. TikTok luego se disculpó y dijo que su cuenta fue suspendida como resultado de un error humano, y que desde entonces su cuenta ha sido restablecida. En julio de 2020, TikTok suspendió la cuenta de otro usuario cuyo video viral llamó la atención sobre los derechos humanos de los uigures.
En octubre de 2019, TikTok eliminó unas dos docenas de cuentas que eran responsables de publicar propaganda de ISIS en la aplicación.
En países donde la discriminación LGBT es la norma sociopolítica, los moderadores de TikTok han bloqueado contenido que podría percibirse como positivo hacia las personas LGBT o los derechos LGBT, incluidas las parejas del mismo sexo tomados de la mano, incluso en países donde la homosexualidad nunca ha sido ilegal. Ex empleados estadounidenses de TikTok informaron a The Washington Post que las decisiones finales para eliminar contenido las tomaron los empleados de la empresa matriz en Pekín.
En respuesta a las preocupaciones sobre la censura, la empresa matriz de TikTok contrató a K&L Gates, incluidos los ex congresistas estadounidenses Bart Gordon y Jeff Denham, para asesorarlo sobre sus políticas de moderación de contenido. TikTok también contrató a la firma de cabildeo Monument Advocacy.
En marzo de 2020, documentos internos filtrados a The Intercept revelaron que se había ordenado a los moderadores que suprimieran las publicaciones creadas por usuarios considerados «demasiado feos, pobres o discapacitados» para la plataforma, y que censuraran el discurso político en las transmisiones en vivo. En junio de 2020, The Wall Street Journal informó que algunos usuarios de TikTok que antes no eran políticos estaban transmitiendo opiniones a favor de Pekín con el propósito explícito de aumentar los suscriptores y evitar prohibiciones «ocultas». En julio de 2020, la compañía anunció que se retiraría de Hong Kong en respuesta a la Ley de Seguridad Nacional de Hong Kong.
En junio de 2020, The Times of India informó que TikTok estaba «prohibiendo en la sombra» videos relacionados con la disputa fronteriza entre China e India y las escaramuzas entre China e India en 2020.
En noviembre de 2020, un exejecutivo de TikTok declaró a un comité parlamentario del Reino Unido que TikTok censuró el contenido que criticaba a China y, en particular, el contenido relacionado con el genocidio uigur.
En enero de 2021, TikTok prohibió el contenido de Trump que se considera que incita a la violencia.
El 3 de febrero de 2021, TikTok recibió un elogio de los funcionarios rusos por la cooperación de la aplicación social con ellos en la eliminación de contenido prohibido, principalmente relacionado con actividades de protesta en Rusia. En particular, como dijo el funcionario de la agencia de censura de medios Roskomnadzor, Evgeniy Zaitsev, «debemos destacar a TikTok entre otras plataformas de redes sociales porque tiene una oficina en Rusia y cooperó activamente con nosotros, lo que no se puede decir de otros». Además, el diputado de la Duma Estatal, Alexander Khinshtein, dijo que las nuevas políticas de TikTok contra las noticias falsas van bien con la ideología de la ley de censura de contenido rusa y que la edición de esas «debería considerarse una señal muy positiva».

### Problemas de privacidad del usuario
También se han planteado preocupaciones sobre la privacidad con respecto a la aplicación. En su política de privacidad, TikTok enumera que recopila información de uso, direcciones IP, operador de red móvil de un usuario, identificadores únicos de dispositivos, patrones de pulsación de teclas y datos de ubicación, entre otros datos. Los desarrolladores web Talal Haj Bakry y Tommy Mysk dijeron que permitir que los usuarios de la aplicación compartan videos y otro contenido a través de HTTP pone en riesgo la privacidad de los datos de los usuarios.
En enero de 2020, Check Point Research descubrió una falla de seguridad en TikTok que podría haber permitido a los piratas informáticos acceder a las cuentas de usuario mediante SMS. En febrero, el director ejecutivo de Reddit, Steve Huffman, criticó la aplicación, la llamó «programa espía» y afirmó: «Veo esa aplicación como fundamentalmente parasitaria, que siempre está escuchando, la tecnología de huellas digitales que usan es realmente aterradora, y no pude convencerme para instalar una aplicación como esa en mi teléfono». Respondiendo a los comentarios de Huffman, TikTok declaró: «Estas son acusaciones infundadas hechas sin la más mínima evidencia». Wells Fargo prohibió la aplicación en sus dispositivos debido a preocupaciones de privacidad y seguridad.
En mayo de 2020, la Autoridad de Protección de Datos holandesa anunció una investigación sobre TikTok en relación con la protección de la privacidad de los niños. En junio de 2020, el Comité Europeo de Protección de Datos anunció que reuniría un grupo de trabajo para examinar las prácticas de privacidad y seguridad de los usuarios de TikTok.
En agosto de 2020, The Wall Street Journal informó que TikTok rastreó los datos de los usuarios de Android, incluidas las direcciones MAC e IMEI, con una táctica que viola las políticas de Google. El informe provocó llamadas en el Senado de los Estados Unidos para que la Comisión Federal de Comercio iniciara una investigación.

#### Multas COPPA de Estados Unidos
El 27 de febrero de 2019, la Comisión Federal de Comercio de los Estados Unidos (FTC) multó a ByteDance con 5.7 millones de dólares por recopilar información de menores de 13 años en violación de la Ley de Protección de la Privacidad en Línea para Niños. ByteDance respondió agregando un modo solo para niños a TikTok que bloquea la carga de videos, la creación de perfiles de usuario, la mensajería directa y los comentarios en los videos de otros, al tiempo que permite la visualización y grabación de contenido. En mayo de 2020, un grupo de defensa presentó una queja ante la FTC diciendo que TikTok había violado los términos del decreto de consentimiento de febrero de 2019, lo que provocó posteriores pedidos del Congreso para una investigación renovada de la FTC. En julio de 2020, se informó que la FTC y el Departamento de Justicia de los Estados Unidos habían iniciado investigaciones.

#### Investigación de la Oficina del Comisionado de Información del Reino Unido
En febrero de 2019, la Oficina del Comisionado de Información del Reino Unido inició una investigación de TikTok luego de la multa que ByteDance recibió de la Comisión Federal de Comercio de los Estados Unidos (FTC). En declaraciones a un comité parlamentario, la comisionada de información Elizabeth Denham dijo que la investigación se centra en los problemas de la recopilación de datos privados, el tipo de videos recopilados y compartidos por los niños en línea, así como el sistema de mensajería abierta de la plataforma que permite a cualquier adulto enviar mensajes a cualquier niño. Señaló que la compañía estaba potencialmente violando el Reglamento General de Protección de Datos (GDPR) que requiere que la compañía brinde diferentes servicios y diferentes protecciones para los niños.

#### Autoridad Italiana de Protección de Datos
El 22 de enero de 2021, la Autoridad Italiana de Protección de Datos ordenó el bloqueo del uso de los datos de los usuarios cuya edad no se ha establecido en la red social. La orden se emitió tras la muerte de una niña siciliana de 10 años, ocurrida tras la ejecución de un desafío compartido por usuarios de la plataforma que implicaba intentar estrangular al usuario con un cinturón alrededor del cuello. Está previsto que el bloque permanezca en su lugar hasta el 15 de febrero, cuando será revaluado.

#### Comisión de Protección de Datos de Irlanda
En septiembre de 2021, el Comisionado de Protección de Datos de Irlanda abrió investigaciones sobre TikTok en relación con la protección de datos de menores y las transferencias de datos personales a China.

### Ciberacoso
Al igual que con otras plataformas, periodistas de varios países han expresado su preocupación por la privacidad de la aplicación, porque es popular entre los niños y tiene el potencial de ser utilizada por depredadores sexuales.
Varios usuarios han informado sobre ciberacoso endémico en TikTok, incluido el racismo y la discapacidad. En diciembre de 2019, tras un informe del grupo alemán de derechos digitales Netzpolitik.org, TikTok admitió que había suprimido los videos de usuarios discapacitados y de usuarios LGBTQ+ en un supuesto esfuerzo por limitar el ciberacoso. A los moderadores de TikTok también se les dijo que suprimieran a los usuarios con «forma anormal del cuerpo», «apariencia facial fea», «demasiadas arrugas» o en «barrios marginales, campos rurales» y «viviendas en ruinas» para evitar el acoso.

## Asuntos legales

### Demandas de Tencent
La plataforma WeChat de Tencent ha sido acusada de bloquear los videos de Douyin. En abril de 2018, Douyin demandó a Tencent y lo acusó de difundir información falsa y dañina en su plataforma WeChat, exigiendo una compensación de 1 millón de yenes y una disculpa. En junio de 2018, Tencent presentó una demanda contra Toutiao y Douyin en un tribunal de Beijing, alegando que habían difamado repetidamente a Tencent con noticias negativas y dañado su reputación, buscando una suma nominal de CN¥1 en compensación y una disculpa pública. En respuesta, Toutiao presentó una denuncia al día siguiente contra Tencent por supuesta competencia desleal y solicitó 90 millones de yuan en pérdidas económicas.

### Demanda colectiva de transferencia de datos
En noviembre de 2019, se presentó una demanda colectiva en California que alegaba que TikTok transfirió información de identificación personal de personas estadounidenses a servidores ubicados en China propiedad de Tencent y Alibaba. La demanda también acusó a ByteDance, la empresa matriz de TikTok, de tomar contenido de los usuarios sin su permiso. La demandante de la demanda, la estudiante universitaria Misty Hong, descargó la aplicación pero dijo que nunca creó una cuenta. Se dio cuenta unos meses después de que TikTok le había creado una cuenta usando su información (como biométrica) y había hecho un resumen de su información. La demanda también alega que se envió información al gigante tecnológico chino Baidu. En julio de 2020, veinte demandas contra TikTok se fusionaron en una sola demanda colectiva en el Tribunal de Distrito de los Estados Unidos para el Distrito Norte de Illinois. En febrero de 2021, TikTok acordó pagar $92 millones para resolver la demanda colectiva.